# Neverwinter Nights 2
Neverwinter Nights 2 é um jogo de RPG para computador produzido pela Obsidian Entertainment e distribuído através da Atari. O jogo é uma sequência de Neverwinter Nights, apesar de o enredo não continuar a trama do primeiro título.
O jogo foi lançado em 31 de Outubro de 2006 no Estados Unidos e, no Brasil, no início de novembro de 2006.

## Descrição
Neverwinter Nights 2 foi anunciado pela Obsidian Entertainment em julho de 2004 e, ao contrário do primeiro jogo, teve pouco material divulgado durante seu desenvolvimento. Eventualmente a Atari liberou algumas capturas de tela, criou a página oficial e permitiu que a Obsidian concedesse entrevistas.
A campanha oficial (OC) de Neverwinter Nights 2 se passa no festivo vilarejo de West Harbor. O personagem do jogador é filho adotivo de um de seus moradores, mas trazendo consigo um passado obscuro. Isso vem a tona quando githyankis (raça de seres que vivem em um diferente plano de existência chamado Plano Astral) atacam o vilarejo a procura de pedaços de prata que compunham uma espada sagrada para esse povo.
O jogador poderá escolher todas as classes presentes no Livro do Jogador de D&D (Edição 3.5), além de poder escolher também o Warlock, uma classe básica que, ao contrário do mago e do feiticeiro, utiliza-se de um poder de ataque chamado Eldrich Blast, cujo uso é ilimitado, além de outra invocações com efeitos variados, como aumentar habilidades, torna-se invisível, ver o invisível, ataques especias,etc. Além das raças básicas, também poderão ser escolhidas subraças, como drow, duegar, elfo do sol, elfo selvagem, anão do escudo, entre muitos outros, inclusive os "tocados pelos planos", como tiefling e aasimar.

## Características
Uma das maiores mudanças, e que gerou polêmica entre os fãs do primeiro jogo, foi a reconstrução completa do motor, agora chamado Electron, que utiliza DirectX em vez de OpenGL, impossibilitando compatibilidade com os sistemas Macintosh e Linux. A Aspyr Media efectuou a conversao do jogo para Macintosh, com a permissão da Obsidian.Kruse, Cord (19 de fevereiro de 2008). «Neverwinter Nights 2 Goes Gold». Inside Mac Games. Consultado em 13 de março de 2009
Outra diferença da versão original, é que Neverwinter Nights 2 irá utilizar as regras 3.5 de Dungeons & Dragons, além de incluir uma nova classe para o jogo, e suporte para classes de prestígio (característica existente no jogo original, porém sem a mesma amplitude).
O time da Obsidian revelou que o foco principal durante a criação do jogo foi no enredo para um único jogador, apesar de que a parte para jogadores múltiplos não será esquecida. A criação de personagem agora possui um sistema mais desenvolvido de personalização, removendo assim a necessidade dos retratos 2D da versão anterior.
O jogo também conta com o sistema Speedtree, um software que permite a criação de árvores quase reais e vivas, possibilitando uma cadeia praticamente infinita de árvores distintas. O sistema acompanha um contador de seeds, ou seja, cada número gerará uma árvore distinta da outra.

### Electron toolset
Com a mudança do motor do jogo, o editor também foi reconstruído, oferecendo novas possibilidades para os usuários. Novas adições incluem mapas exteriores com parâmetros de altura, que, ao contrário dos tilesets, possibilita ao jogador "pintar" o que desejar sobre o mapa, desde árvores, grama, construções, água, ao contrario do toolset Aurora, onde a edição de terreno ficava limitada a tilesets. Além disso, possibilita um maior controle de câmera para contar a história através de um editor de diálogo mais robusto, que também possibilita a passagem de parâmetros a scripts criados para os receber.

## Expansões

### Neverwinter Nights 2: Mask of the Betrayer
É a primeira expansão para o jogo base, lançada em setembro de 2007. A história de Neverwinter Nights 2: Mask of the Betrayer se passa pouco tempo após o final da história contada no jogo base, na região de Thay.

### Neverwinter Nights 2: Storm of Zehir
A segunda expansão, intitulada Neverwinter Nights 2: Storm of Zehir, foi lançada em novembro de 2008. A história dessa expansão se passa nas regiões de Chult e em partes da famosa Sword Coast.

## Recepção
O site IGN incluiu o jogo na posição de número 72 no ranking dos "100 melhores RPGs de todos os tempos" (Top 100 RPGs of All Time).